# Cours la Reine
Le cours la Reine est une voie du 8e arrondissement de Paris.

## Situation et accès
Il commence place de la Concorde et se termine place du Canada.
Ce site est desservi par la station de métro Champs-Élysées - Clemenceau.
Le cours la Reine rencontre les voies suivantes, dans l'ordre des numéros croissants :
- avenue Winston-Churchill
- avenue Dutuit

## Origine du nom
Cette promenade, ou cours, a été créée sur ordre de la reine Marie de Médicis.

## Historique
Ouverte en 1618 par Marie de Médicis sur d'anciennes cultures de maraîchers, cette promenade, à la mode sous la Fronde, allait à l'origine depuis les Tuileries jusqu'à une demi-lune située à l'emplacement actuel de la place de la Reine-Astrid, au début de l'avenue Montaigne. Cette demi-lune, tout comme le rond-point qui se trouvait à l'emplacement de l'actuelle place du Canada, permettait aux voitures de faire demi-tour. La promenade était fermée aux deux extrémités par des grilles et entourée de part et d'autre de fossés creusés aux frais du maréchal de Bassompierre (1579-1646), qui avait une maison de campagne à Chaillot.

### Le cours
« Le Cours est un nouveau mot et une nouvelle chose, de l’invention de Marie de Médicis. Jusqu’à sa Régence, on ne savait point en France d’autre moyen d’user de la promenade qu’à pied et dans les jardins, mais alors elle fit passer de Florence à Paris la mode de se promener en carrosse, aux heures les plus fraîches de l’après-dîné : ce qui se pratique maintenant en tout lieux. »

La voie fut replantée en 1724 par le duc d'Antin. À l'entrée du cours la Reine se trouvait autrefois le pavillon d'Ermenonville, qui avait son symétrique, le pavillon de Mortefontaine, à l'angle de la place de la Concorde et de l'avenue Gabriel. Il devint au XIXe siècle le restaurant Boulet. Les deux pavillons furent détruits en 1854.

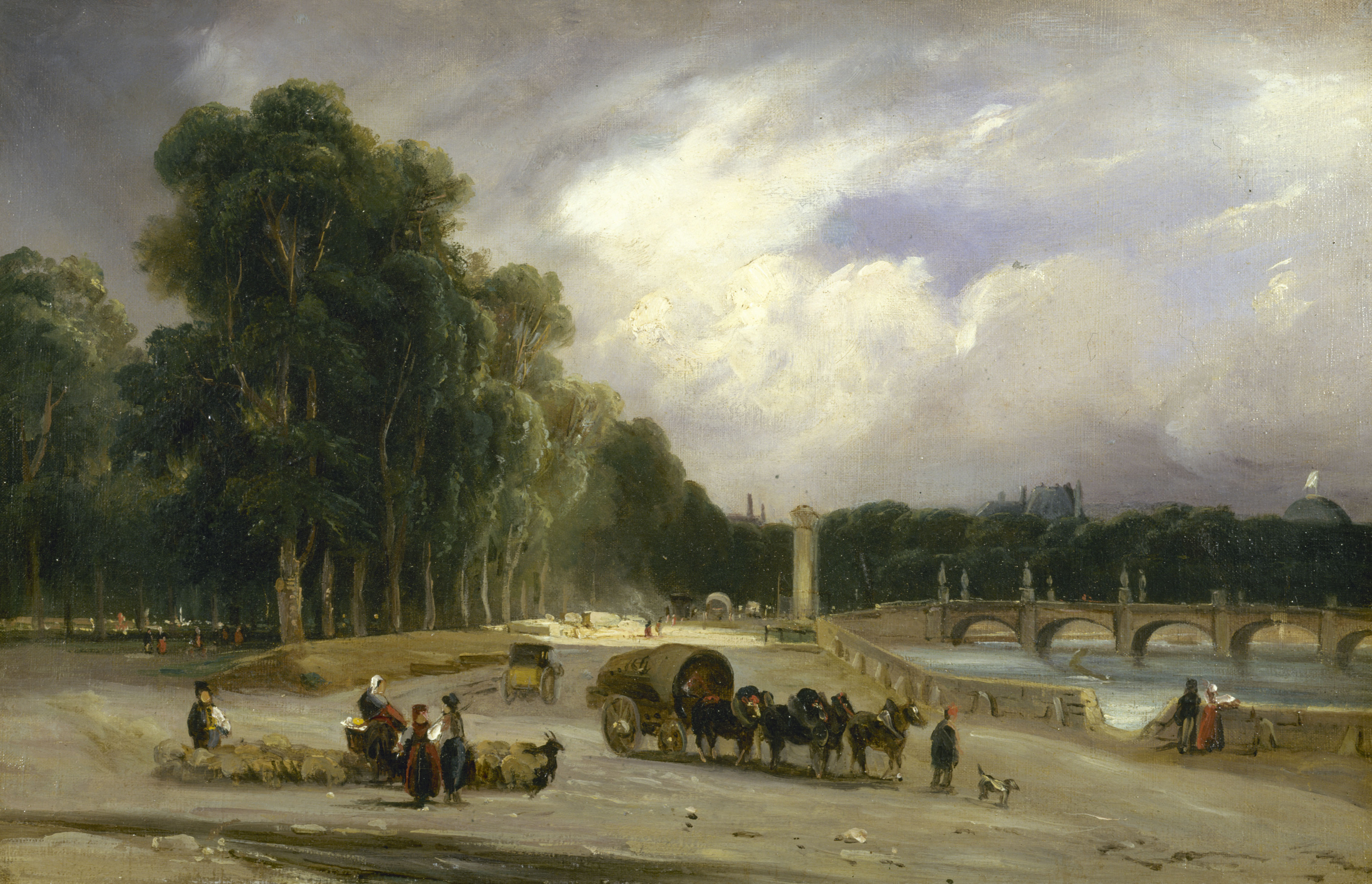
Le cour de la Reine vers 1828 (musée Carnavalet).

Le 17 avril 1835, le conseil municipal de Paris déclare d’utilité publique la création d’une ligne ferroviaire entre Paris et Versailles. La gare de départ est prévue au début du cours, sur la place de la Concorde. Construite au-dessus d’une galerie, sous laquelle les expositions des produits de l'industrie française auraient pu s’abriter, la voie suivait le cours, traversait le village de Chaillot et le bois de Boulogne, franchissait la Seine par l’île de Puteaux, rejoignait la ligne de Paris-Saint-Lazare à Saint-Germain-en-Laye alors en construction et se terminait à la place d'Armes à Versailles.
Lors de l'Exposition universelle de 1900, le cours la Reine fut bâti de pavillons sur toute sa longueur, notamment celui d'horticulture et celui de la Ville de Paris. À son début, vers la place de la Concorde, se trouve l'entrée monumentale dessinée par René Binet et surplombée d'une statue de la « Parisienne » de Paul Moreau-Vauthier.
La partie comprise entre la place du Canada et la place de l'Alma a été rebaptisée « cours Albert-Ier » côté nord, et « esplanade d'Arménie », côté sud (Seine).

## Monuments
En 1906, on inaugura sur le cours la Reine un monument en hommage au poète Armand Silvestre (1837-1901), orné d'une statue en bronze par Théodore Rivière. Ce monument a depuis été transféré à Toulouse.
De la place de la Concorde à la place du Canada se trouvent successivement :
- un monument au roi des Belges Albert Ier ;
- un monument au président sud-américain Simón Bolívar ;
- la statue équestre de La Fayette, qui se trouvait dans la cour Napoléon du Louvre, y a été déménagée en raison des travaux préparatoires à l'installation de la pyramide du Louvre ;
- en juin 2011, un monument en mémoire du corps expéditionnaire russe (1916-1918) a été inauguré par François Fillon et Vladimir Poutine à l'angle de la place du Canada et du cours la Reine.

Monument à Albert Ier.
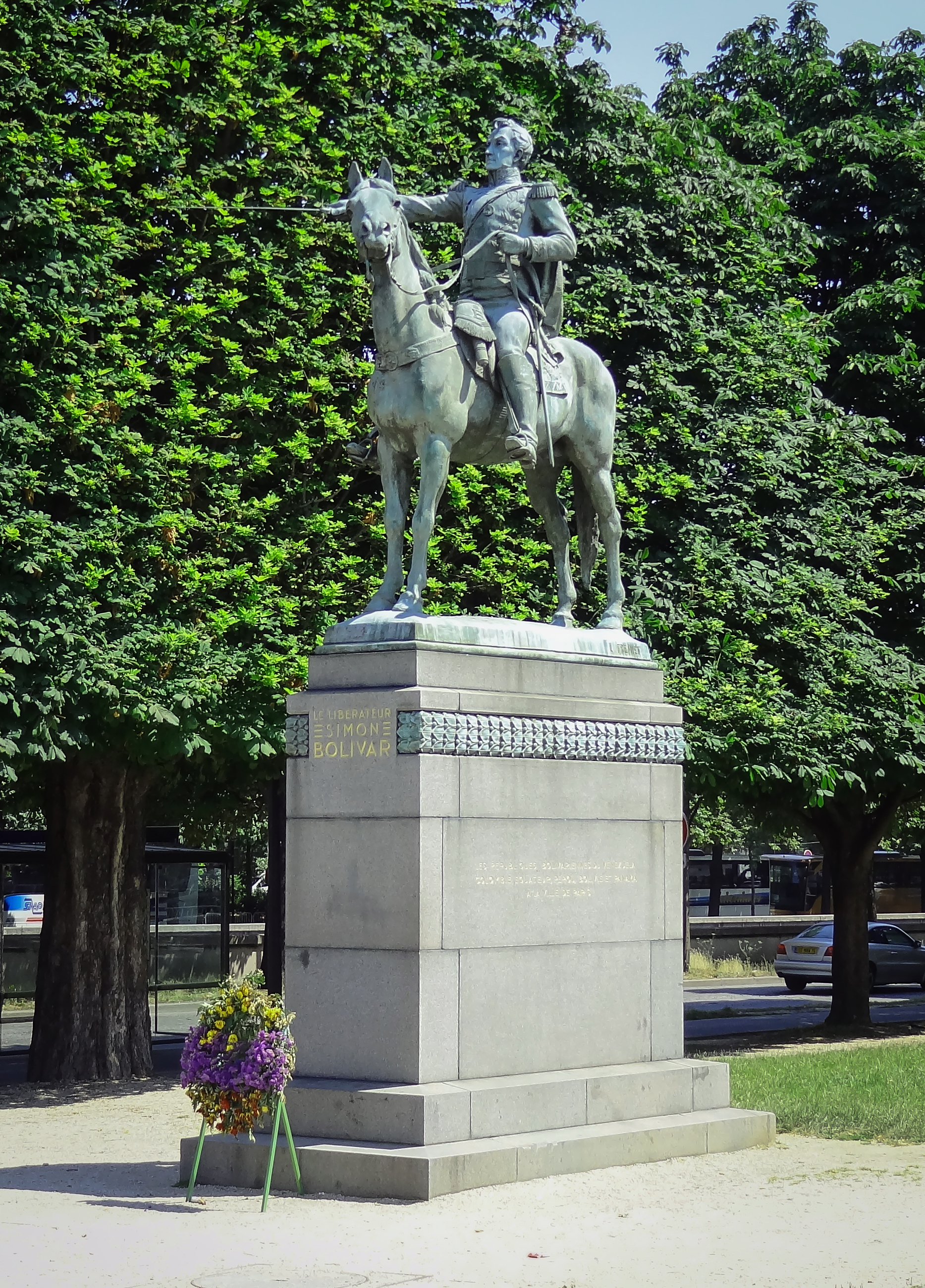
Statue de Simon Bolivar.
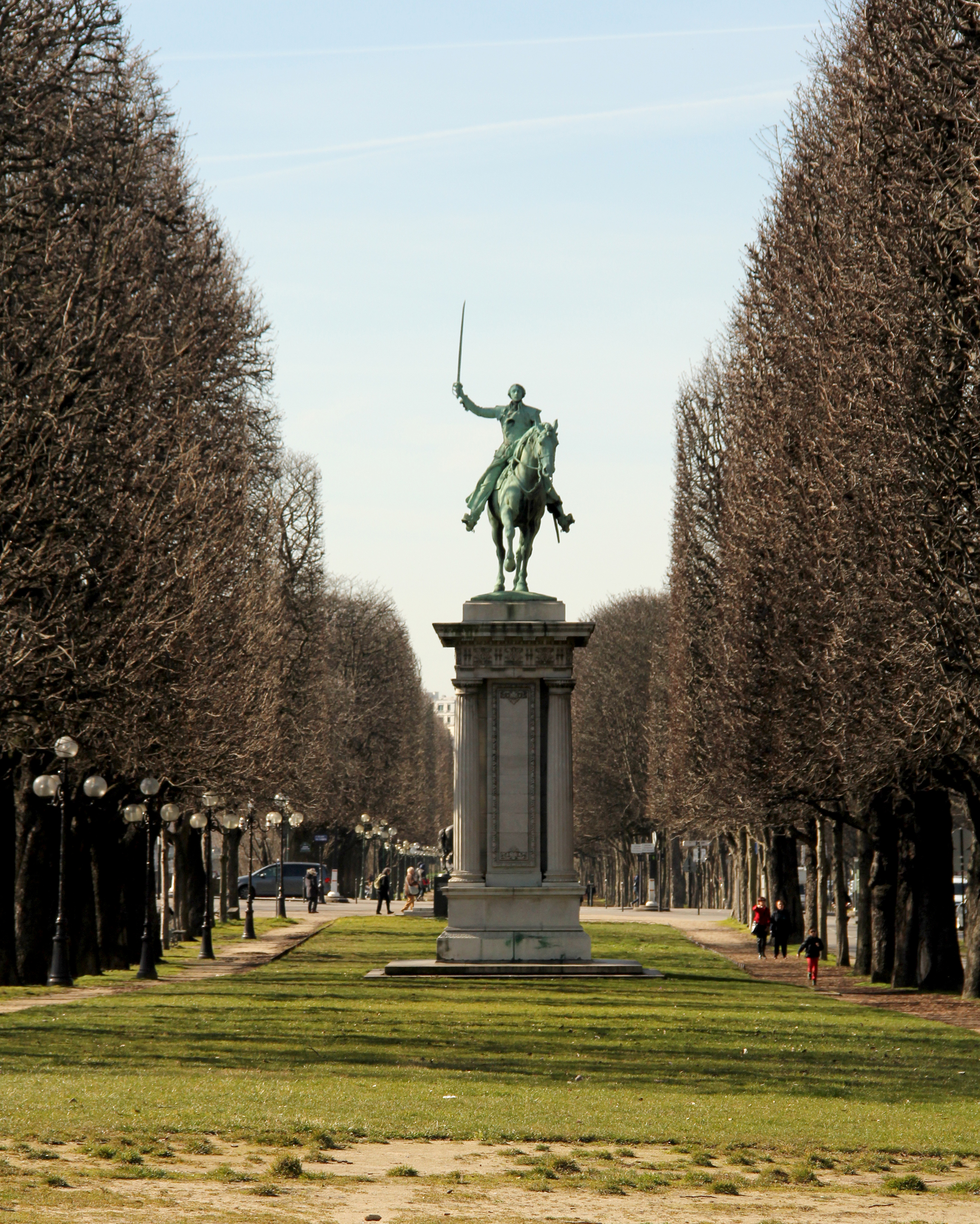
Statue de La Fayette.
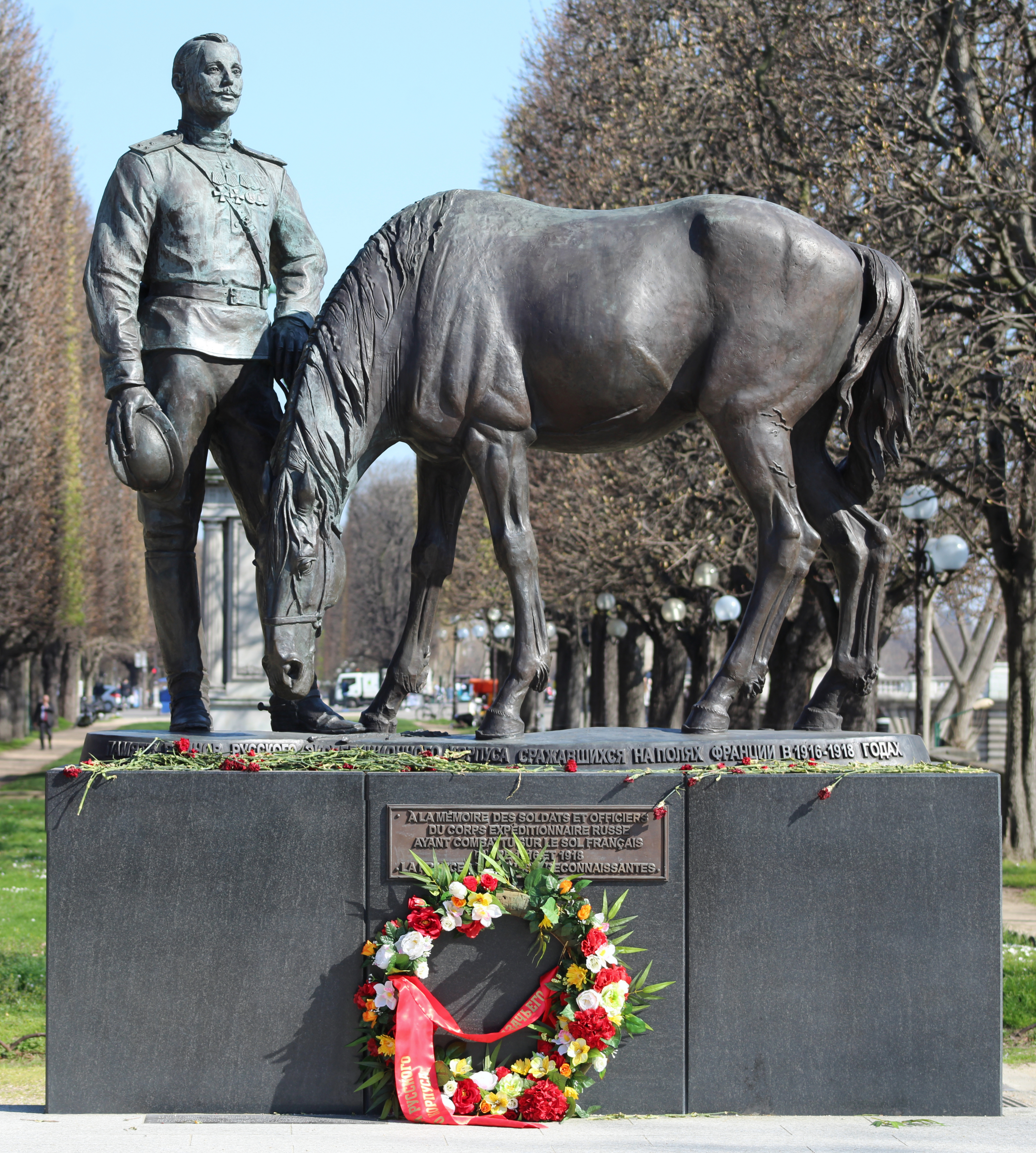
Monument du corps expéditionnaire russe.

Le roman-mémoires Manon Lescaut de l'abbé Prévost fait référence au cours la Reine. Le chevalier des Grieux s'y arrête, rentrant du village de Chaillot vers Paris, afin de se poser sur l'herbe et de trouver une solution à ses déboires financiers.

## Bâtiments remarquables et lieux de mémoire

Cours la Reine
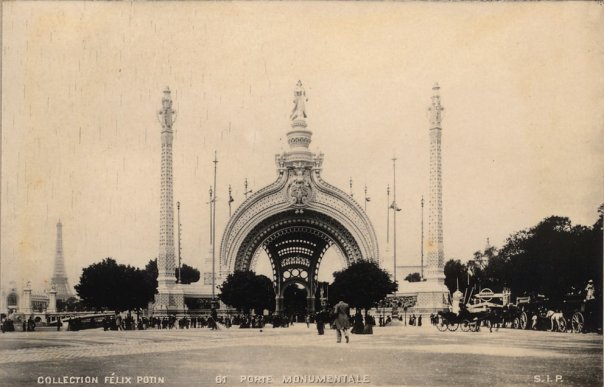
Porte monumentale (1900), de René Binet, photo argentique.
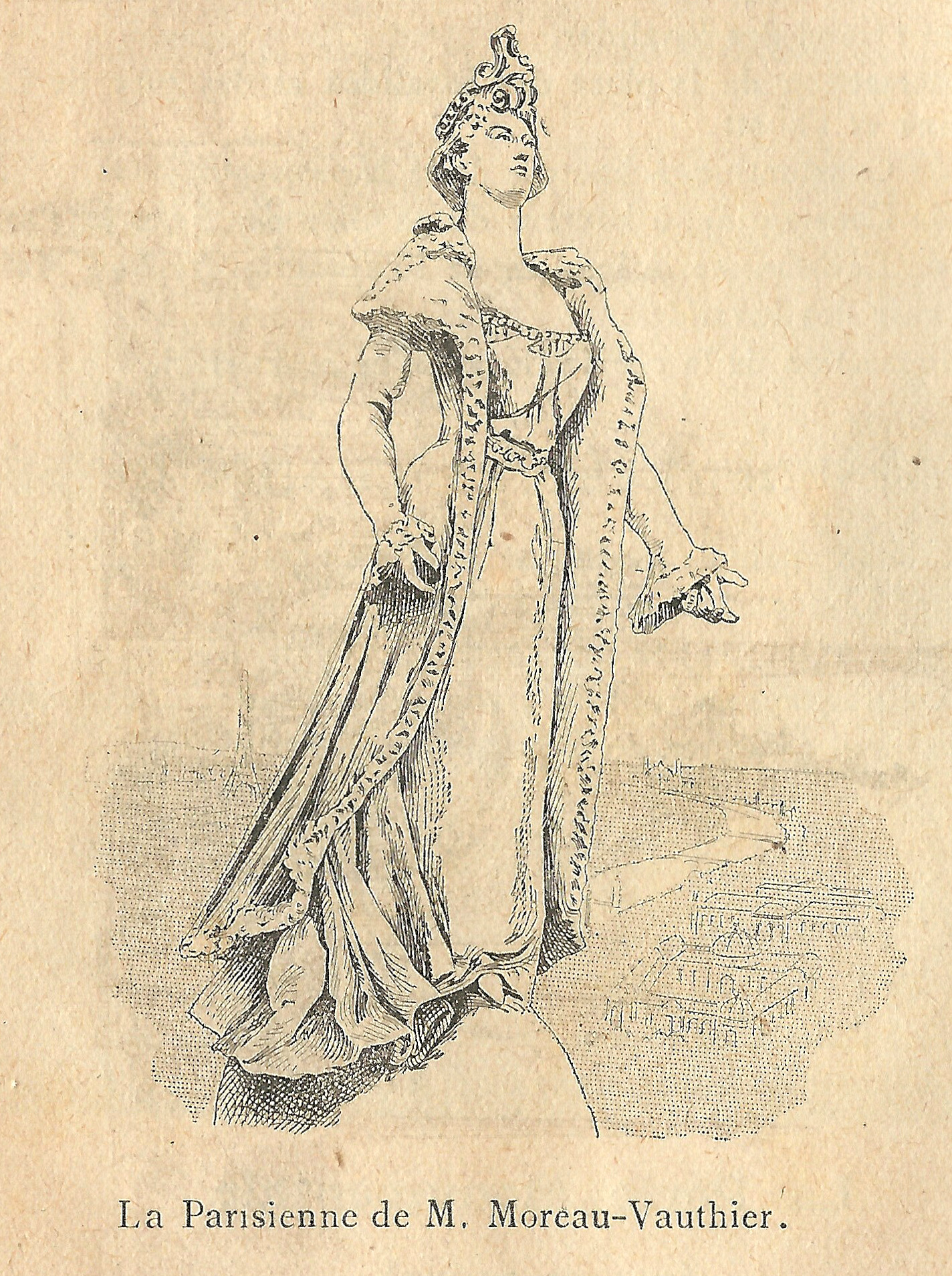
La Parisienne (1900) de Paul Moreau-Vauthier, surplombant la Porte monumentale, dessin de presse.
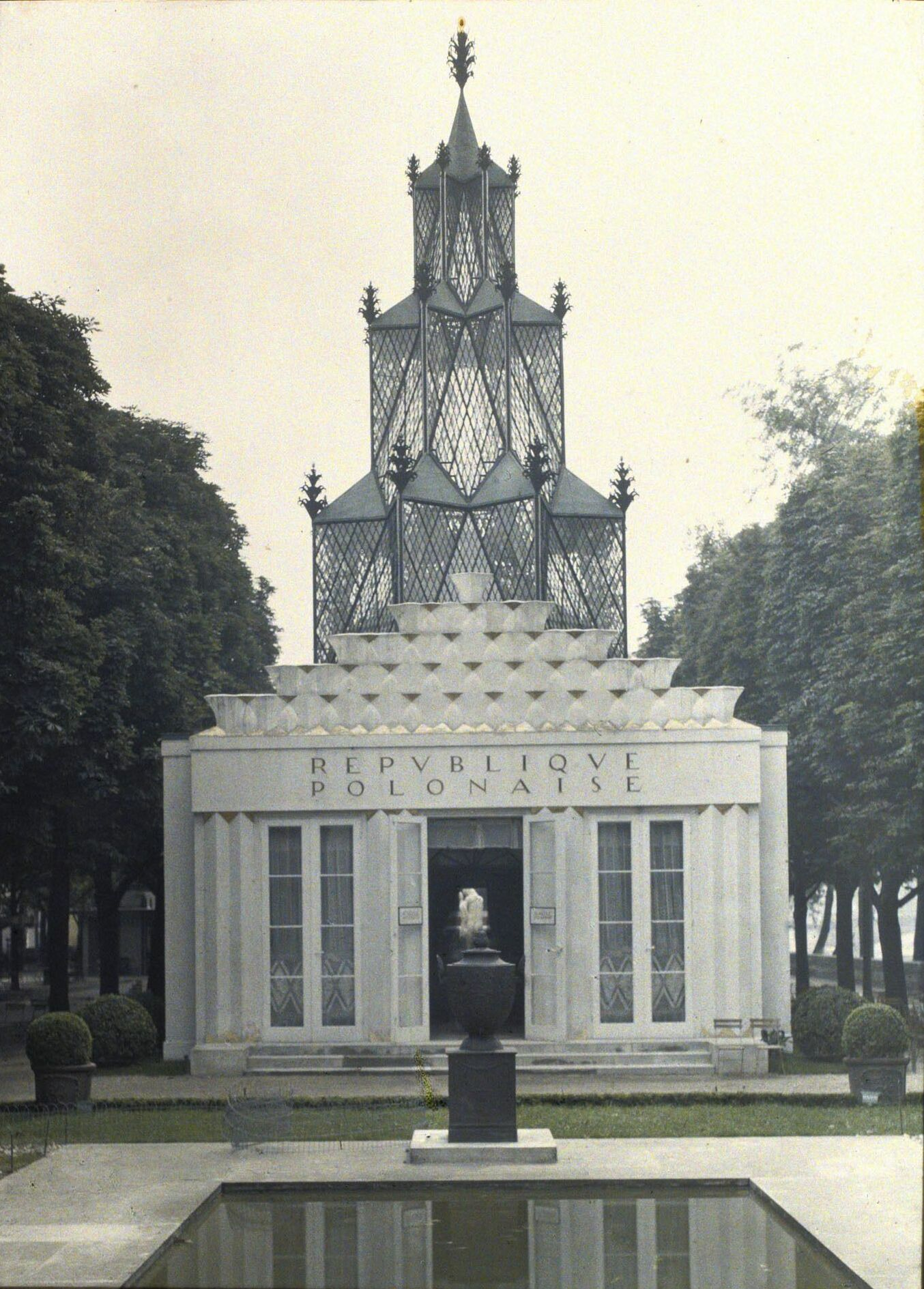
Pavillon de la Pologne (1925), pour l'exposition internationale des Arts décoratifs et industriels modernes.
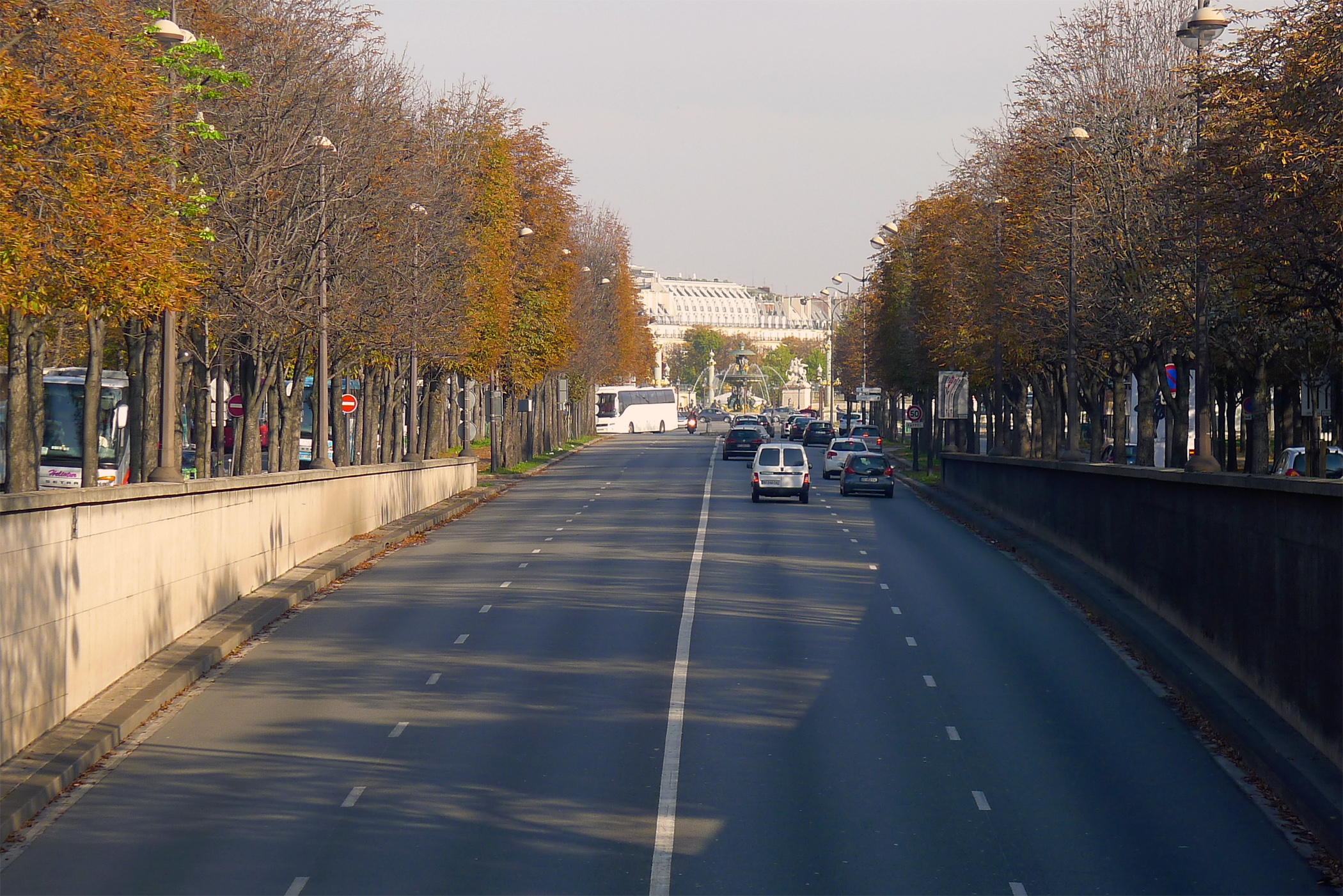
Vue vers l'est, en direction de la place de la Concorde.
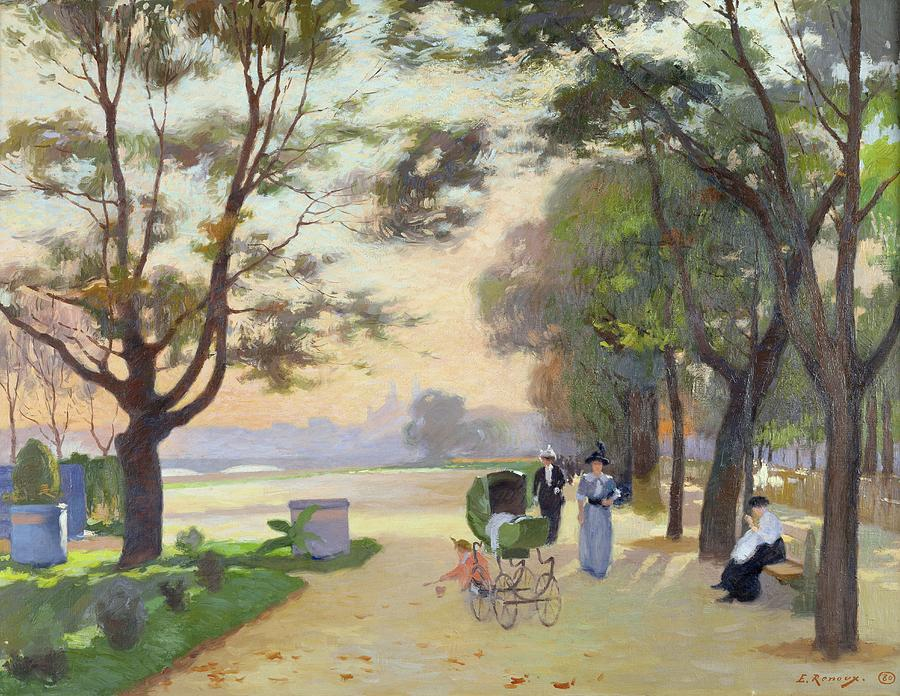
Peinture de Jules Ernest Renoux.